# The Martyrdom of Philip Strong
The Martyrdom of Philip Strong er en amerikansk stumfilm fra 1916 af Richard Ridgely.

## Medvirkende
- Robert Conness som Philip Strong.
- Mabel Trunnelle som Sarah Strong.
- Janet Dawley som Irma Strong.
- Bigelow Cooper.
- Helen Strickland som Mrs. Alden.